# Agrypon nambui
Agrypon nambui là một loài tò vò trong họ Ichneumonidae.